# USS America (1965)
De USS America (designatie: CV-66) was een supervliegdekschip van de Amerikaanse marine. Het was het derde en laatste schip van de uit drie vliegdekschepen bestaande Kitty Hawk-klasse en werd als eerste van de drie uit dienst gehaald. Het diende van 1965 tot 1996.

## Geschiedenis
De USS America was een van de vliegdekschepen die oorspronkelijk in de nucleair aangedreven Enterprise-klasse zouden gebouwd worden. De kosten voor de bouw van diens vlaggenschip, de USS Enterprise, liepen echter hoog op en dus werd het schip samen met vijf andere geannuleerd. De America werd daarna opnieuw besteld in de Kitty Hawk-klasse met conventionele stoomturbines als aandrijving. In 1961 werd de kiel gelegd. Drie jaar later werd het schip te water gelaten. In 1965 kwam het in dienst van de Amerikaanse zeemacht. Op 5 april dat jaar werd het eerste vliegtuig vanaf het schip gelanceerd.
De USS America was gedurende de volgende decennia betrokken bij de Vietnamoorlog, het conflict met Libië in 1986, de Eerste Golfoorlog en de oorlog in Bosnië en Herzegovina midden jaren 1990. De America werd in 1996 buiten dienst gesteld, volgend op besparingen na het einde van de Koude Oorlog. Op 14 mei 2005 werd het tot zinken gebracht tijdens aanvalsoefeningen. Het ligt nu op de bodem van de Atlantische Oceaan op ongeveer 450 kilometer van de kust van Virginia.